# When I Grow Up
When I Grow Up (с англ. — «Когда я вырасту») — песня американской гёрл-группы Pussycat Dolls из их последнего студийного альбома 2008 года Doll Domination. 27 мая 2008 года был выпущен лейблом Interscope Records в качестве заглавного сингла альбома. Сингл стал их первой работой после ухода Кармит Бачар из коллектива. Изначально песня была написана для Бритни Спирс, но лейбл её отклонил. Первоначально песня была записана для сольного альбома Николь Шерзингер — «Her Name Is Nicole», но после его отмены и возвращения Николь в группу она почувствовала что эта песня больше подходит для группы.
В 2008 году песня возглавила официальные чарты множества стран, а в американском Billboard Hot 100 пиком для неё стала 9-я строчка.

## Критика
Песня получила признание музыкальных критиков. Билл Лэмб из About.com перечислил её среди лучших треков в альбоме Doll Domination. Ник Левин из Digital Spy поддержал комментарии Лэмба, отметив, что песня является гиперактивным хитом, который хорош как в классе аэробики, так и на танцполе. Он добавил, что если группа продолжит выпускать такие синглы, как этот, то они смогут продержаться на сцене значительно дольше . Сэл Чинквемани из журнала Slant назвал песню броской и прокомментировал, что это идеально созданная композиция подойдет для бурлеска. Стив Перкинс из BBC Music наградил песню 4 из 5 звёзд и написал, что динамика группы остаётся принципиально неизменной и эта песня была сильным возвращением.

## Чарты и сертификации
| Chart (2008-09)                             | Peak position |
| ------------------------------------------- | ------------- |
| Австралия (ARIA)                            | 2             |
| Австралия (ARIA Urban)                      | 1             |
| Австрия (Ö3 Austria Top 40)                 | 7             |
| Бельгия/Фландрия (Ultratop 50)              | 2             |
| Бельгия/Валлония (Ultratop 50)              | 3             |
| Канада (Billboard Canadian Hot 100)         | 3             |
| Чехия (Rádio — Top 100)                     | 1             |
| Дания (Tracklisten)                         | 6             |
| Европа (Billboard European Hot 100 Singles) | 3             |
| Финляндия (Suomen virallinen lista)         | 9             |
| Франция (SNEP)                              | 2             |
| Германия (GfK)                              | 7             |
| Венгрия (Rádiós Top 40)                     | 2             |
| Венгрия (Dance Top 40)                      | 1             |
| Ирландия (IRMA)                             | 2             |
| Япония (Billboard Japan Hot 100)            | 6             |
| Нидерланды (Single Top 100)                 | 2             |
| Portugal (Billboard)                        | 29            |
| Новая Зеландия (Recorded Music NZ)          | 5             |
| Норвегия (VG-lista)                         | 13            |
| Словакия (Rádio — Top 100)                  | 12            |
| Швеция (Sverigetopplistan)                  | 9             |
| Швейцария (Schweizer Hitparade)             | 10            |
| Великобритания (OCC UK Singles)             | 3             |
| Великобритания (OCC UK Hip Hop/R&B)         | 1             |
| США (Billboard Hot 100)                     | 9             |
| США (Billboard Pop Airplay)                 | 8             |
| США (Billboard Dance Club Songs)            | 1             |
| US Pop 100 (Billboard)                      | 5             |
| US Rhythmic Top 40 (Billboard)              | 28            |
| Venezuela Pop Rock (Record Report)          | 1             |

| Chart (2008)                     | Position |
| -------------------------------- | -------- |
| Australian Singles Chart         | 13       |
| Australian Urban Chart           | 4        |
| Austrian Singles Chart           | 47       |
| Belgian Singles Chart (Flanders) | 34       |
| Belgian Singles Chart (Wallonia) | 69       |
| Canadian Hot 100                 | 15       |
| French Singles Chart             | 20       |
| Germany (Official German Charts) | 43       |
| Hungarian Airplay Chart          | 89       |
| New Zealand Singles Chart        | 29       |
| Swiss Singles Chart              | 54       |
| UK Singles Chart                 | 46       |
| U.S. Billboard Hot 100           | 49       |
| Chart (2009)                     | Position |
| European Hot 100 Singles         | 72       |
| Hungarian Singles Chart          | 96       |

| Chart (2000s)            | Position |
| ------------------------ | -------- |
| Australian Singles Chart | 53       |

## Сертификации
| Регион | Сертификация | Продажи   |
| --- | ------------ | --------- |
| Австралия (ARIA) | Платиновый   | 70 000^   |
| Канада | —            | 120,000   |
| Германия (BVMI) | Золотой      | 150 000   |
| Новая Зеландия (RMNZ) | Золотой      | 7500*     |
| Великобритания (BPI) | Платиновый   | 600 000   |
| США | —            | 2,180,000 |
| * Данные о продажах приведены только на основе сертификации. · ^ Данные о тиражах приведены только на основе сертификации. · Данные о продажах + прослушиваниях приведены только на основе сертификации. |              |           |